# Colombianska marinen
Colombianska marinen (spanska: Armada Nacional de la República de Colombia) är marindelen av Colombias militära försvar. 
Marinen ansvarar för säkerheten och försvaret i de colombianska zonerna både i Atlanten (Karibien) och Stilla havet, det omfattande nätverket av floder inne i landet, och ett fåtal små landområden under dess jurisdiktion.
Marinen har en styrka av 35086 personer (2013) personer, varav ungefär 22000 i marinens infanteristyrkor.
Förkortningen ARC, (spanska: Armada de la República de Colombia) används både som officiellt prefix för alla marinens båtar och som allmän kort beteckning för marinen själv.